# Welgesheim
Welgesheim település Németországban, Rajna-vidék-Pfalz tartományban. Lakosainak száma 588 fő (2023. december 31.).

## Népesség
A település népességének változása:
| Lakosok száma | 408  | 574  | 574  | 586  | 591  | 588  |
|               | 1975 | 2017 | 2019 | 2021 | 2022 | 2023 |